# Stranski učinek
Stranski učinek je farmakološki učinek, ki ga zdravilo izkazuje poleg svojega glavnega učinka. Stranski učinki niso nujno slabi z vidika terapije in lahko pomenijo podporo glavnemu učinku zdravila.  Lahko so torej ugodni ali neugodni. Če govorimo o utrujenosti pri uporabi antihistaminikov, gre za neugoden stranski učinek, pri uporabi antihistaminika kot uspavala pa ugoden stranski učinek zdravila.
Kadar gre za nenamerne, negativne stranske učinke, govorimo o neželenih učinkih. V nekaterih virih stranskih in neželenih učinkov zdravil pomensko ne ločujejo in jih v obeh primerih opredeljujejo kot škodljive in nenamerne. Stranske učinke strokovnjaki spremljajo že med razvojem zdravila (v kliničnem preskušanju) ter tudi potem, ko je zdravilo že na tržišču.
Neželeni učinki zdravil so običajno znani ali pričakovani učinki pri normalni uporabi zdravila, ki se ne pojavijo pri vseh bolnikih in se lahko izrazijo v različnih jakostih in različno pogosto. Možni neželeni učinki in njihova pogostnost so opisani v navodilu za uporabo zdravila, ki je priloženo ovojnini zdravila. Pogostejši neželeni učinki zdravil so običajno blagi in se največkrat pojavljajo ob začetku jemanja novega zdravila in čez nekaj časa izzvenijo. Včasih je potrebno začetno prilagajanje odmerka. Nekateri neželeni učinki pa lahko imajo hujše posledice. Kadar ima neželeni učinek zdravilaza posledico smrt, neposredno življenjsko ogroženost, dolgotrajno ali izrazito nezmožnost, nesposobnost, prirojeno anomalijo ali okvaro ob rojstvu, zahteva bolnišnično obravnavo ali njeno podaljšanje, govorimo o resnem neželenem učinku.

## Želeni stranski učinki
Nekatere učinkovine izražajo poleg glavnega učinka še stranske učinke, ki pozitivno vplivajo na zdravljenje ali pa celo dobijo mesto glavnega učinka pri zdravljenju določenih bolezni. Kortikosteroidi, na primer, izkazujejo kot stranski učinek antiprofilacijsko delovanje, ki se izrablja pri zdravljenju luskavice. Isti stranski učinek pa je pri terapiji ekcema neželen.
Primer učinkovine, kjer je prvotni stranski učinek postal glavni učinek, je sildenafil (na trgu pod zaščitenim imenom Viagra®). Sprva je bil sildenafil mišljen kot antihipertenzivno zdravilo, vendar se ni izkazal kot dovolj učinkovit. Kot stranski učinek se je pokazalo močno spodbujanje erekcije, kar je postal glavni učinek zdravila v terapiji.

## Razvrstitev neželenih učinkov
Neželene učinke oziroma neželene reakcije zdravil delimo glede na odvisnost od odmerka, časa trajanja zdravljenja in drugih meril na:
- učinke tipa A (angl. augmented reaction) – so odvisni od odmerka in se pojavljajo dokaj pogosto ter so načeloma predvidljivi (npr.  pretirano znižanje krvnega tlaka pri antihipertenzivih, hipoglikemija pri inzulinu)
- učinke tipa B (angl. bizarre reaction) – ni jih mogoče predvideti na podlagi farmakoloških lastnosti zdravila, so nepričakovani in neodvisni od odmerka zdravila (imunske reakcije, kot je preobčuljivost za peniciline)
- učinke tipa C (angl. chronic reaction) – odvisni so od odmerka in časa trajanja terapije, torej od celokupnega odmerka zdravila (npr. hipokaliemija pri odvajalo|odvajalih)
- učinke tipa D (angl. delayed reaction) – odvisni od časa trajanja zdravljenja (npr. teratogeneza, ki se pojavi med uporabo nekaterih zdravil med nosečnostjo, rakotvornost ipd.)
- učinke tipa E (angl. end of use) – pojavijo se ob koncu terapije, običajno kmalu po njeni prekinitvi (npr. odtegnitveni sindrom ob ukinitvi opiatov)
- učinke tipa F (angl. failure) – nepričakovana neučinkovitost zdravila

## Pogostost
Stranske učinke delimo glede na njihovo pogostost pojavljanja (pri kolikšnem odstotku bolnikov se pojavijo):
- Zelo pogosti: verjetnost, da se stranski učinek pojavi pri bolniku, je več kot 10-odstotna.
- Pogosti: pojavijo se pri 1–10 odstotkih bolnikov (pri 1–10 na 100 bolnikov).
- Občasni: verjetnost, da se stranski učinek pojavi, je med 0,1 in 1 %.
- Redki: pojavijo se pri 0,01–0,1 % bolnikov.
- Zelo redki: pojavijo se pri manj kot 0,01 % bolnikov, ki jemljejo zdravilo.

## Poročanje o neželenih učinkih
Poročanje o domnevnih neželenih učinkih zdravil je zelo pomembno, saj vsako poročilo prispeva k varnejši uporabi zdravil. Neželene učinke proizvajalci zdravil preverjajo že pred pridobitvijo dovoljenja za promet, vendar se pa nekateri pokažejo šele po utrženju zdravila, ko je zdravilu izpostavljeno večje število ljudi. Takrat je možno zaznati tudi zelo redke neželene učinke, neželene učinke, ki so povezani s součinkovanjem z drugimi zdravili, neželene učinke, ki se pojavljajo v specifičnih populacijskih skupinah itd. Zakon o zdravilih določa, da je poročanje domnevnih neželenih učinkov za zdravstvene delavce obvezno. O domnevnem neželenem učinku zdravila lahko poroča tudi bolnik (oziroma njegov starš, skrbnik) sam, vendar se priporoča, da se o domnevnem neželenem učinku najprej pogovori s svojim zdravnikom, farmacevtom ali drugim zdravstvenim delavcem. Zdravstveni delavec mora o prijavljenem neželenem učinku zdravila poročati nacionalnemu centru za farmakovigilanco.